# Sanimir Resić
Sanimir Resić, född 1964 Split i Kroatien, är en svensk historiker och universitetstjänsteman av kroatisk-italiensk och bosnisk börd, med inriktning på Balkans historia. 
Resić är historiker och docent i Europastudier vid Språk- och litteraturcentrum vid Lunds universitet, där han sedan år 1998 undervisat om Balkans, särskilt forna Jugoslaviens, historia. Åren 2009-2012 var Resić tillika prefekt och styrelseordförande vid universitetets Språk- och litteraturcentrum. I december 2012 beslöt styrelsen för Högskolan i Kristianstad att inför regeringen föreslå Resić som lärosätets nye rektor.. Resić tjänstgjorde som rektor för Högskolan Kristianstad 2013-2015. Han återvände därefter till Lunds universitet där han var prodekan för Humanistiska och teologiska fakulteterna 2015-2018. Våren 2021 blev Rešić vald till dekan för den Konstnärliga fakulteten vid lunds universitet.  
Resić disputerade 1999 i historia med doktorsavhandlingen American Warriors in Vietnam. Han har vidare varit redaktör för antologin The Balkans in Focus. Hans bok En historia om Balkan, 2006,  var den första monografin som på svenska sammanfattade framför allt det forna Jugoslaviens historia. Boken blev våren 2018 tryckt i en femte upplaga. År 2018 publicerades Resićs senaste bok Jugoslaviens undergång. Krigen, freden, framtiden, 1991-2017.
Sanimir Resić har en bosnisk far (1940-2007) och en italiensk-kroatisk mor. Han föddes i Kroatien i dåvarande Jugoslavien och kom till Sverige som tvååring.

## Utmärkelser, ledamotskap och priser
- Ledamot av Vetenskapssocieteten i Lund (LVSL, 2008)[2]